# Marco Cavagna (vigile del fuoco)
Marco Cavagna (Bergamo, 24 settembre 1958 – L'Aquila, 6 aprile 2009) è stato un vigile del fuoco italiano.

## Biografia
Capo squadra esperto del Corpo nazionale dei vigili del fuoco del comando provinciale di Bergamo, a seguito del sisma del 6 aprile 2009 in Abruzzo, raggiungeva con la sezione operativa della colonna mobile le zone colpite dal terremoto per prestare soccorso. Alle ore 19.00 circa dello stesso giorno, dopo essersi prodigato nei soccorsi a L'Aquila, moriva a seguito di improvviso malore dovuto al notevole sforzo fisico. Lasciò moglie e due figli.